# Tim Birkin
Pour les articles homonymes, voir Birkin (homonymie).

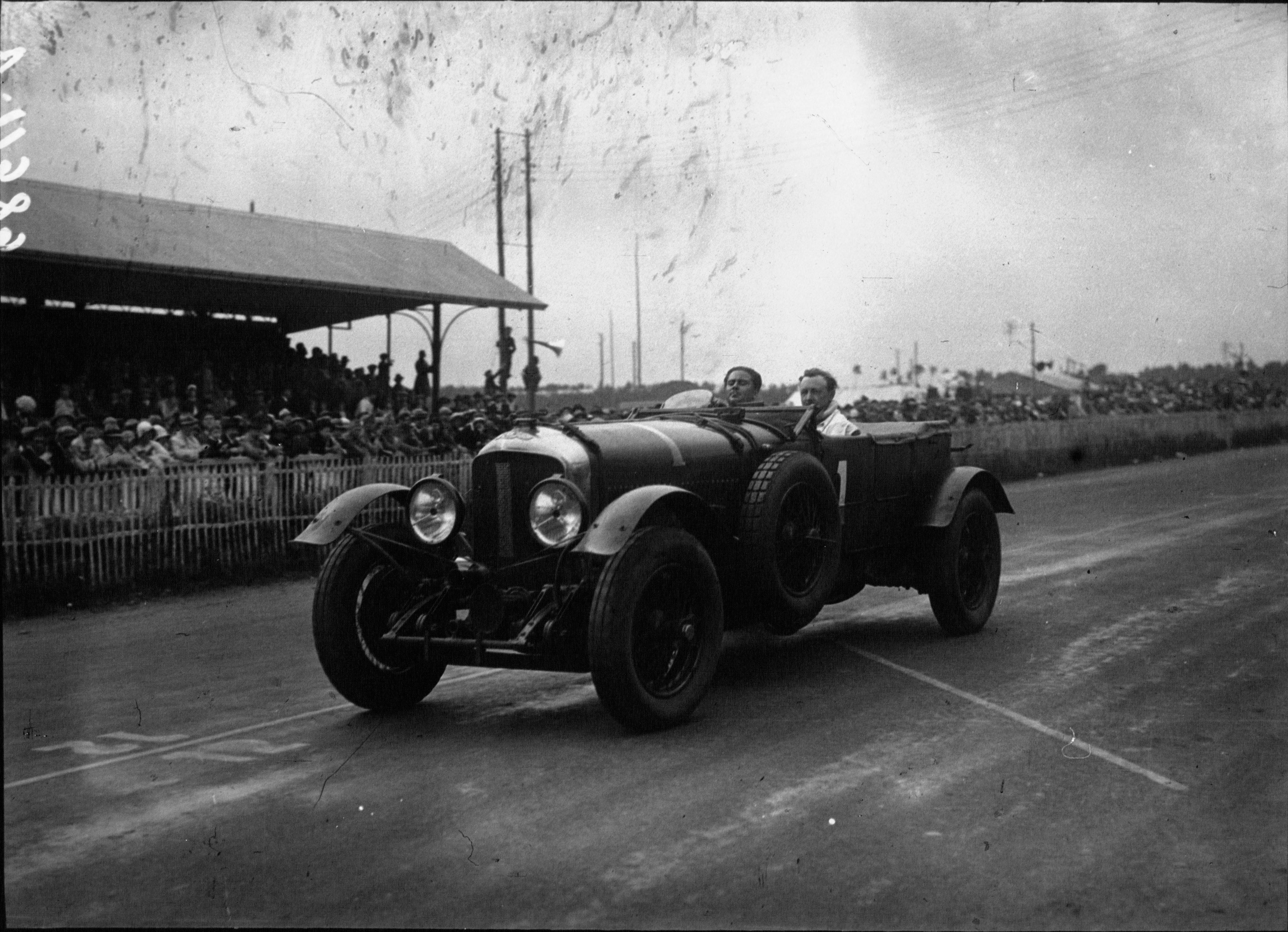
Birkin et Barnato aux 24 Heures du Mans 1929.

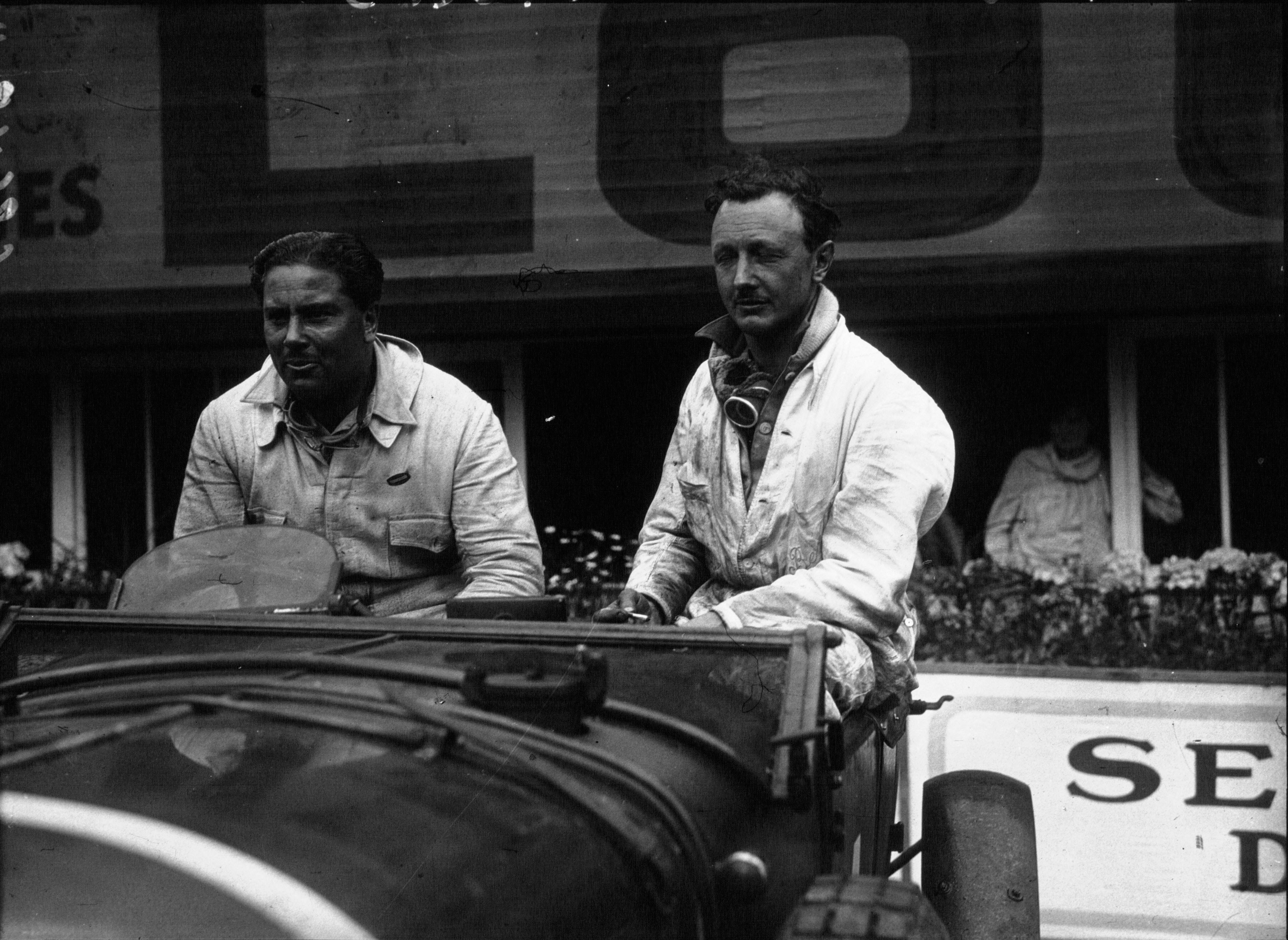
Barnato (à gauche) et Birkin (à droite), vainqueurs au Mans en 1929.

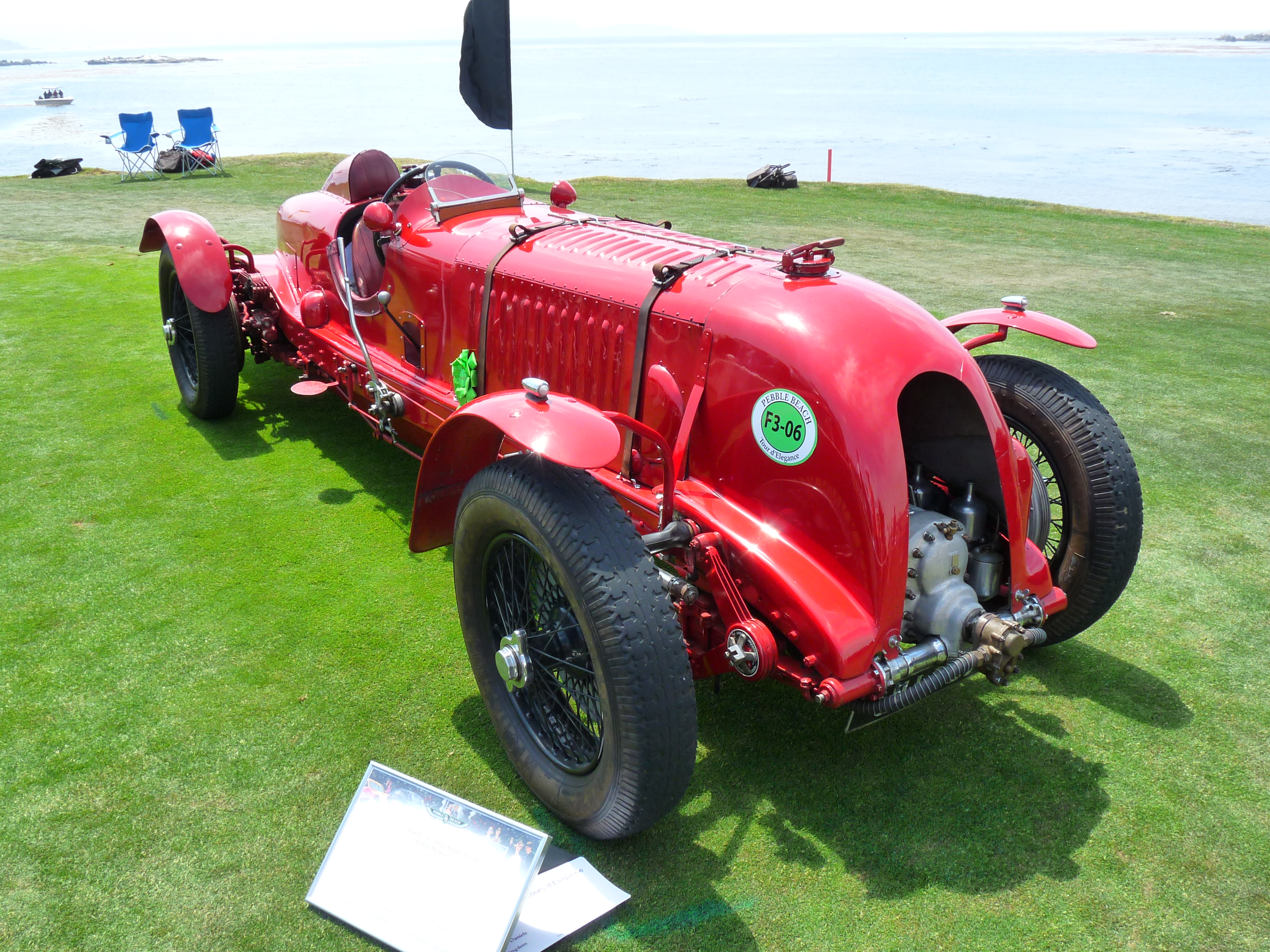
La Bentley "Blower 1" « Monoposto » personnelle de Birkin, une 4½ Litre à compresseur de 1929.

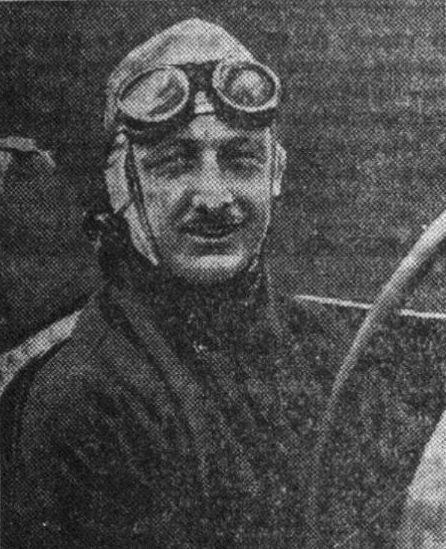
Tim Birkin, deuxième du Grand Prix de l'ACF 1930 à Pau, sur Bentley « Blower ».

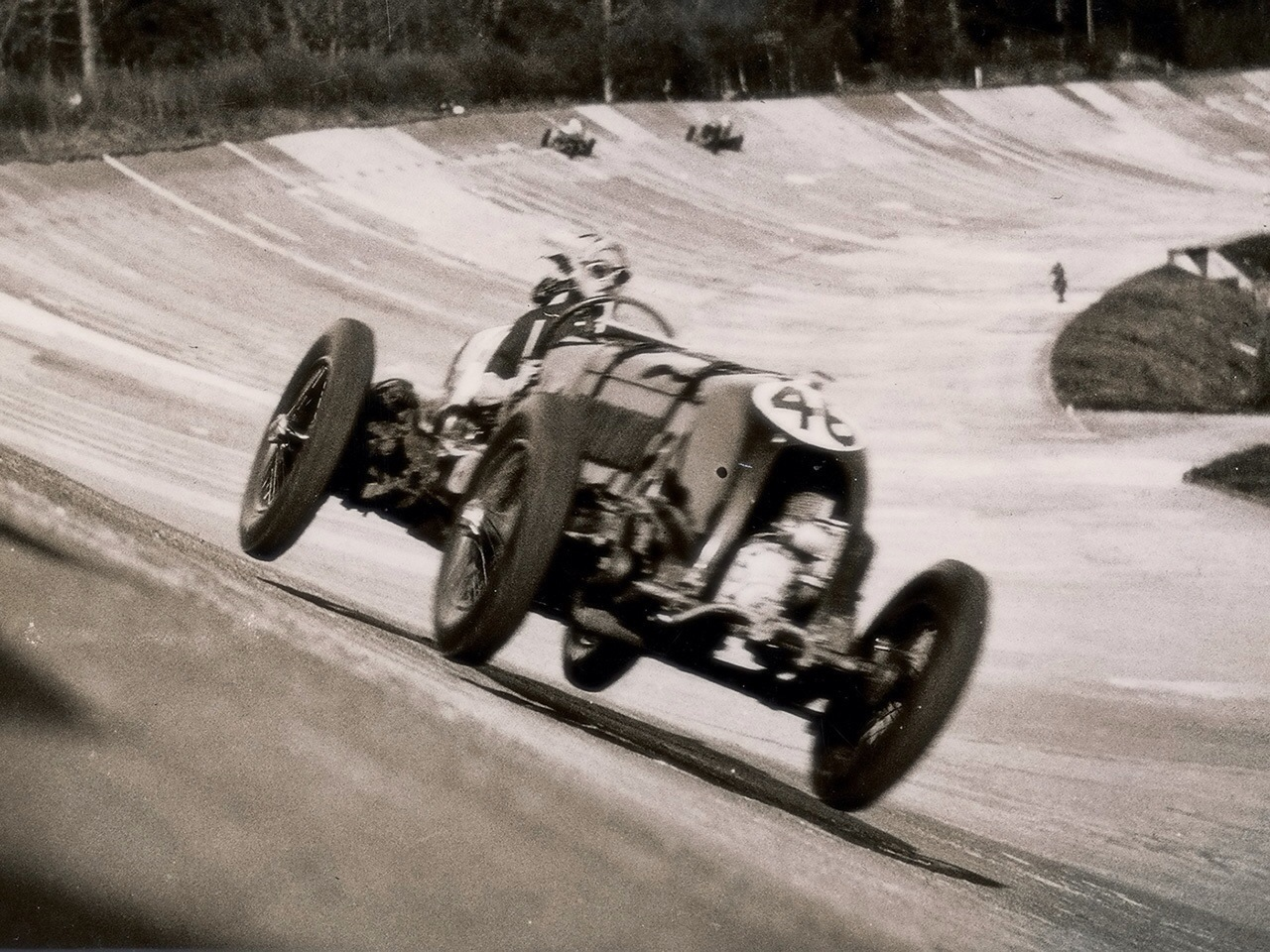
Tim Birkin à Brooklands en 1931, sur Bentley 4½ Litre.

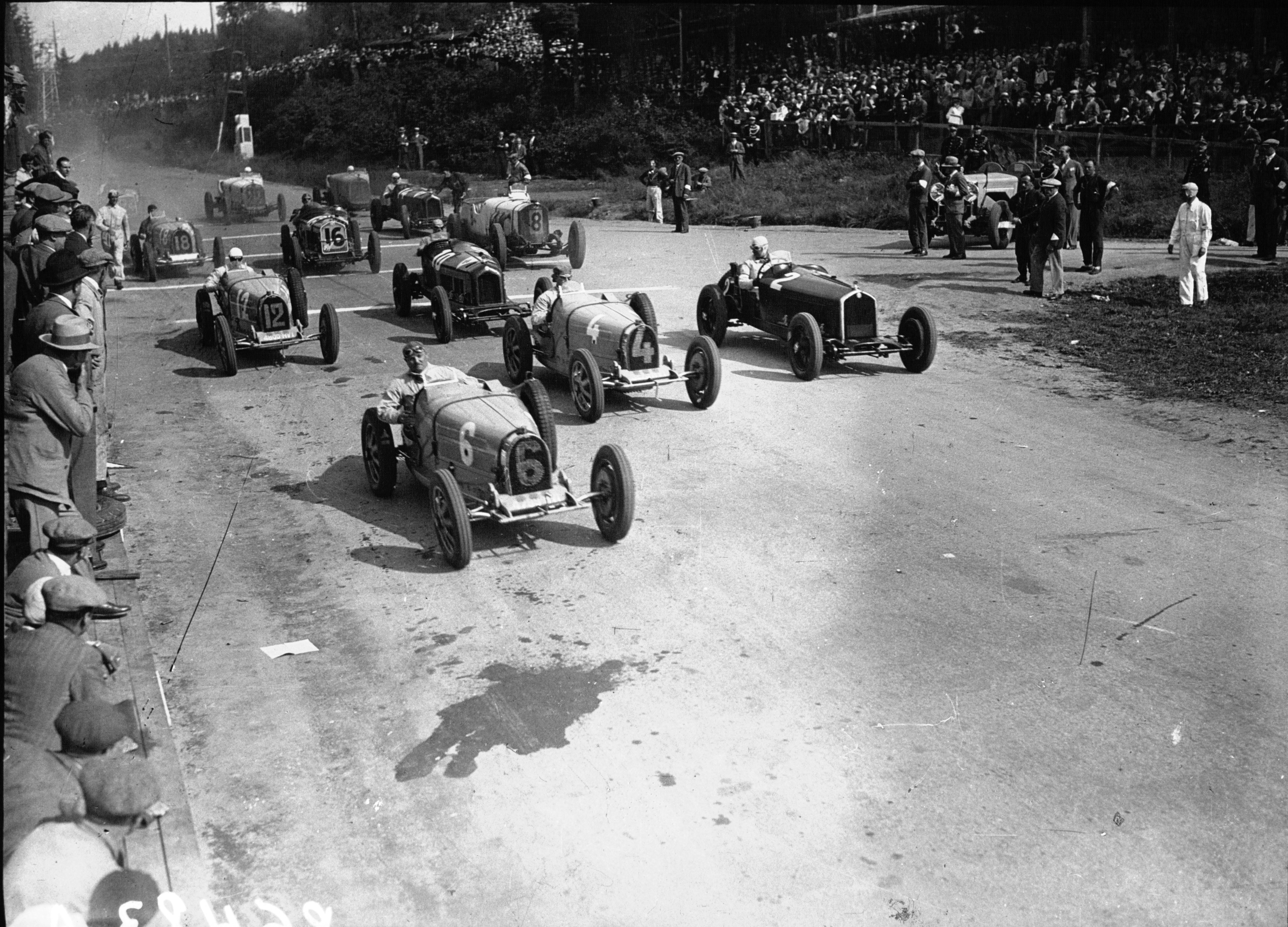
Même année, au départ du GP de Belgique (Birkin avec l'Alfa Romeo 8C 2300 en fond, centrée en no 8, 4e à l'arrivée).

Sir Henry Ralph Stanley Birkin (Nottingham, 26 juillet 1896 – Londres, 22 juin 1933 ), dit Tim Birkin, 3e baronnet, est un pilote automobile anglais et l'un des membres des Bentley Boys. En 1929, il remporte les 24 Heures du Mans avec Woolf Barnato au volant d'une Bentley 6½ Litre.

## Biographie
Il est surnommé « Tim » à partir de son enfance, car il affectionnait le héros de la bande dessinée Tiger Tim créée par Julius Stafford Baker.
Au cours de la Première Guerre mondiale, Henry Birkin rejoint le Royal Flying Corps où il devient lieutenant. Il contracte le paludisme en Palestine, maladie dont il lui arrivait encore parfois de souffrir tardivement.
En 1921, il débute dans le sport automobile sur le circuit de Brooklands, mais il fait relativement peu de courses jusqu'en 1927, étant alors trop souvent pris par ses activités professionnelles et subissant en outre une forte pression familiale négative. Son frère cadet Archie se tue lors des essais du Tourist Trophy de l'île de Man en 1927.
Faisant céder le verrou familial l'année du décès d'Archie après avoir disputé avec lui les 6 Heures de Brooklands sur Bentley 3 Litre, Birkin s'achète une 4½ Litre en 1928.
Il conçoit entre 1928 et 1929 une version de compétition particulière de la 4½ Litre de série née en 1927 (restée commercialisée jusqu'en 1931), la « Bentley Blower », avec l'aide du spécialiste des compressions volumiques Charles Amherst Villiers, l'appui technique de l'ingénieur Clive Gallop et le soutien financier de Dorothy Paget, après que ses propres réserves financières aient été épuisées. Elle est alors plus puissante que la 6½ Litres de la gamme Bentley, malgré l'absence de deux cylindres, mais elle manque de fiabilité, notamment aux 24 Heures du Mans 1930 entre les mains de Birkin et de Jean Chassagne (une deuxième « Blower », entre les mains de Dudley Benjafield et de l'italien Giulio Ramponi, abandonne). Bien que réticent à son développement du fait du compresseur, W. O. Bentley autorise sa production à 50 exemplaires par son usine, pour lui permettre de disputer certaines courses (notamment Le Mans), la première s'étant courue lors des 6 Heures de Brooklands en 1930. Elle développe 242 CV, avec son compresseur placé devant le radiateur et, malgré son échec au Mans, permet à Birkin d'acquérir sa popularité de par une belle opposition des deux « Blower C » face à la Mercedes-Benz SSK de Rudolf Caracciola (tous étant forcés à l'abandon).
Birkin participe à cinq reprises consécutives aux 24 Heures du Mans, de 1928 à 1932, les trois premières fois pour Bentley (versions moteurs 4½, 6½, et 4½ Litres à compresseur), les deux dernières sur Alfa Romeo 8C 2300 privée.
À l'arrivée de Rolls-Royce dans le capital de Bentley en 1931 et à la suite du désengagement financier de Dorothy Paget en octobre 1930, il se tourne vers des voitures françaises ou italiennes (Bugatti, Alfa Romeo et Maserati), malgré une tentative de partenariat avec Mike Couper entre 1931 et 1932 pour continuer à animer son atelier moteur (avec un « modèle électrique Brooklands »).
Le 24 mars 1932, il remporte un duel resté célèbre face à John Cobb sur Delage 10,5 l durant trois tours à Brooklands (la Brooklands Battleship), à plus de 222 km/h avec la « Blower » suralimentée en améliorant au passage le record de vitesse sur l'anneau extérieur, durant deux ans.
Il meurt de septicémie (combinée à une nouvelle crise palustre) après l'infection de son bras au Countess Carnavon Nursing Home de Londres, brûlé lors d'un arrêt aux stands avec le tuyau d'échappement de sa nouvelle Maserati 3000 (propriété de Bernard Rubin) durant le Grand Prix de Tripoli 1933, en voulant allumer contre celui-ci une cigarette.
Plutôt petit et bégayant parfois, il portait en course un foulard autour de son cou, tacheté de blanc et de bleu.

## Palmarès

### Palmarès en Grand Prix
- Grands Prix[1],[2],[3],[4],[5],[6]
  - Éireann Cup en 1931, sur Alfa Romeo 8C 2300 LM (manche >1,5 l à handicap, du Grand Prix d'Irlande)
  - Mountain Championship en 1931, sur Maserati Tipo 26 M (8C-2800) (meilleur temps en course)
  - 2e du Grand Prix de l'ACF 1930, sur une Bentley « Blower » 4,5 l de tourisme (au circuit de Morlaas à Pau, un triangulaire type Le Mans, course disputé peu après l'épreuve mancelle), dépouillée de ses phares, ailes, et autres accessoires
  - 3e du Grand Prix de Tripoli 1933, sur Maserati 8C 3000
  - 3e de l'Éireann Cup en 1929, sur Bentley « Blower »
  - 4e de l'Éireann Cup en 1930, sur Bentley « Blower »
  - 4e du Grand Prix de l'ACF 1931 avec George Eyston, sur Maserati Tipo 26 M (8C2500)
  - 4e du Grand Prix de Belgique 1931, avec Sir Brian Lewis, sur Alfa Romeo 8C 2300 LM
  - 5e du Grand Prix d'Irlande en 1930, sur Bentley (et 4e de l'Éireann Cup)
  - 6e du Grand Prix d'Irlande en 1929, sur Bentley (et 3e de l'Éireann Cup)
  - 8e du Grand Prix d'Allemagne en 1928, sur Bentley 4½ Litre (avec Hassan)
  - 10e du Grand Prix d'Allemagne en 1931, sur Maserati Tipo 26 M (8C 2500)

### Palmarès en voitures de Sport
- 24 Heures du Mans 1929, sur Bentley Speed Six (avec Woolf Barnato), et vainqueur à l'indice de performance[7]
- 24 Heures du Mans 1931, sur Alfa Romeo 8C 2300 LM à compresseur S8 (avec Lord Howe Earl), et vainqueur à l'indice de performance
- Meilleur tour en course en 1928, 1929 et 1930 aux 24 Heures du Mans
  - 3e des 6 Heures de Brooklands en 1927, sur Bentley 3 Litre Speed (avec Archie Birkin et Frank Clement)
  - 3e des 6 Heures de Brooklands en 1928, sur Bentley 4½ Litre
  - 3e des 24 Heures de Spa en 1932, sur Alfa Romeo 8C 2300 LM
  - 5e des 24 Heures du Mans 1928, sur Bentley Sport 4½ Litre
  - 5e du RAC Tourist Trophy en 1928, sur Bentley 4½ Litre
  - 5e de la Coupe Georges Boillot en 1928, sur Bentley 4½ Litre
  - 5e du RAC Tourist Trophy en 1932, sur Alfa Romeo 8C 2300 LM
  - 9e des 500 Milles de Brooklands en 1930, sur Bentley « Blower » (avec George Duller)

### Records de vitesse
- Plusieurs records établis en 1930 puis 1932, à Brooklands.

## Distinction
- Anobli en avril 1931, deux mois avant sa seconde victoire mancelle.

## Hommages
- En 2000, les 54 dernières Bentley Arnage Green ont été créées en édition limitée, appelée The Birkin Arnage.
- La société de tuning allemande MTM a produit plus récemment une version survitaminée de la Bentley Continental GT appelée The Birkin Edition, développant 641 CV.
- Birkin House est une maison d'hôtes de style victorienne à Stinsford (Dorchester).
- Le peintre Terence Cuneo a représenté la Brooklands Battleship, sur une toile intitulée « The Spirit of Brooklands » *.
- Birkin Cars, constructeur automobile sud-africain portant son nom[8].

## Documentaire
- Full Throttle, télé-documentaire de février 1995 réalisé par Mark Chapman et écrit par Kit Hesketh-Harvey  (avec Rowan Atkinson dans le rôle de Sir Henry « Tim » Birkin, Crispin Bonham-Carter dans celui de Michael Burn, Karen Cooper dans celui de Dorothy Paget, Geoffrey Palmer dans celui de Sir Stanley Birkin et, Gavin Richards dans celui de W. O. Bentley).